# Kevin Rafferty
Kevin Gelshenen Rafferty II (25 de maig de 1947 - 2 de juliol de 2020) va ser un director de fotografia, director i productor de cinema documental estatunidenc, conegut pel seu documental de 1982 The Atomic Cafe.

## Carrera
Rafferty va néixer a Boston el 25 de maig de 1947. Va estudiar arquitectura a Harvard i cinema a l'California Institute of the Arts. Va ajudar a ensenyar l'ofici de fer cinema a Michael Moore durant la producció de Roger & Me l'any 1989, i Moore ha reconegut el de Rafferty. influència en la seva pròpia producció cinematogràfica. Rafferty es va unir amb el seu germà Pierce i Jayne Loader
per produir la pel·lícula de culte documental The Atomic Cafe. Va ser el director, productor, editor i director de fotografia de molts projectes documentals, inclosos Blood in the Face, The War Room , Feed i The Last Cigarette. El seu darrer projecte fou Harvard Beats Yale 29-29.
Rafferty era nebot de Barbara Bush, i cosí de George W. Bush.
Rafferty va morir de càncer a la seva casa de Manhattan el 2 de juliol de 2020, als 73 anys.

## Filmografia

### Com a director o productor
- Harvard Beats Yale 29-29 (2008)
- Who Wants to Be President? (2000)
- The Last Cigarette (1999/I)
- Feed (1992)
- Blood in the Face (1991)
- Radio Bikini (1988)
- The Atomic Cafe (1982)
- Hurry Tomorrow (1975)

### Com a director de fotografia
- Good Money (1996)
- The War Room (1993)
- Roger & Me (1989)

### Com a ell mateix
- Manufacturing Dissent (2007)
- SexTV (2003) (TV)

## Recepció
Thom Powers de Harvardwood escriu que Rafferty és "conegut pel seu enginy i noves perspectives sobre la cultura americana". Les seves diferents pel·lícules han rebut una acollida positiva. De Hurry Tomorrow, l'acusació documental de Rafferty a un hospital psiquiàtric de l'estat de Califòrnia, Colin Bennet de The Age va escriure "La seva ira i el seu coratge són els que porten a la reforma".
Michael Atkinson d'IFC qualifica l’última de Rafferty, Harvard Beats Yale 29-29, "un plaer hipnòtic," i Fast Company l'anomena un "documental captivador" que va ser "la millor pel·lícula d'esports que hem vist en anys", and Manohla Dargis de New York Times va escriure "si bé sembla absurd incloure un esdeveniment tan picayune als anals, el cineasta Kevin Rafferty defensa el record i l'art. de la història al seu documental absurdament entretingut Harvard Beats Yale 29-29".
The Atomic Cafe havia rebut elogis com una de les millors pel·lícules de la Guerra Freda de tots els temps.

### Reconeixements
- 1991, nominació, Gran Premi del Jurat per Blood in the Face pel Sundance Film Festival
- 1983, nominació, Flaherty Documentary Award al millor documental per The Atomic Cafe del British Academy of Film and Television Arts[15]
- 2016, The Atomic Cafe seleccionada al National Film Registry[16]